# Tripteroides rotumanus
Tripteroides rotumanus är en tvåvingeart som först beskrevs av Edwards 1929.  Tripteroides rotumanus ingår i släktet Tripteroides och familjen stickmyggor. Inga underarter finns listade i Catalogue of Life.